# 셜리 로스

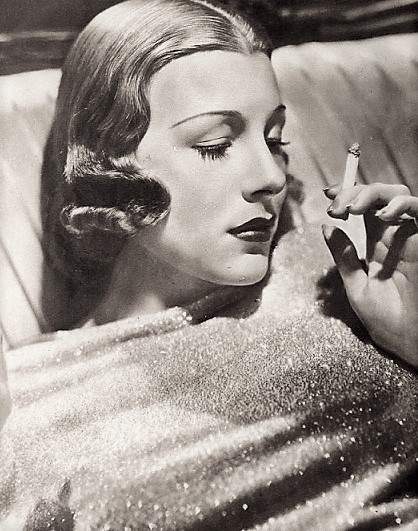

셜리 로스(Shirley Ross, 1913년 1월 7일 ~ 1975년 3월 9일)는 미국의 배우, 가수, 라디오 DJ, 영화배우이다.
오마하에서 태어났으며 멘로파크에서 사망하였다. 사인은 암이다.

## 영화
- 뜨거운 것이 좋아 (1939년)
- 파리 허니문 (1939년)
- 땡스 포 더 메모리 (1938년)
- 빅 브로드캐스트 오브 1938 (1938년)
- 와이키키 웨딩 (1937년)
- 빅 브로드캐스트 오브 1937 (1936년)
- 샌프란시스코 (1936년)
- 메리 위도우 (1934년)
- 헐리우드 파티 (1934년)
- 맨하탄 멜로드라마 (1934년)
- 밤쉘 (1933년)